# Герб Санчурского района
Герб муниципального образования «Санчурский район» — опознавательно-правовой знак, составленный и употребляемый в соответствии с правилами геральдики, служащий символом муниципального района «Санчурский район» Кировской области Российской Федерации.

## Описание герба
Описание герба:
В золотом поле лазоревая подкова двумя шипами вниз, внутри которой чёрный сидящий канюк с червлёными лапами и клювом и серебряным глазом.

## Обоснование символики
Обоснование символики:
Герб языком символов и аллегорий передает историко-культурные, природные и экономические особенности района.
Птица канюк указывает на символическую связь с историческим гербом районного центра — бывшего города Царёвосанчурска, а ныне пгт Санчурск (Санчурского городского поселения), давшего название району.
Лазореая подкова аллегорически указывает на природную особенность — река Кокшага на территории района делает петлю, напоминающую по форме подкову, которая опоясывает районный центр. Кроме того, подкова символизирует счастье и богатство мастеровых традиций, а также подкова олицетворяет твёрдую волю следовать знаменитым свершениям предков.
Золотой цвет поля является символом богатства, сельскохозяйственной ориентации экономики района.

## История создания

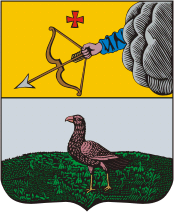
Герб Царёвосанчурска

- 18 июня 2014 — герб района утверждён решением Санчурской районной Думы[1].

В гербе были использованы мотивы исторического герба, составленного геральдмейстером Волковым в 1781 году для города Царёвосанчурска:
В верхней части щита герб Вятский, в нижней части в серебряном поле на лугу ходящая птица, называемая канюк, каковых в окрестностях оного города весьма много.